# BMW Malaysian Open 2014
Il BMW Malaysian Open 2014 è stato un torneo femminile di tennis giocato sul cemento outdoor. È stata la 5ª edizione del torneo, che fa parte della categoria International nell'ambito del WTA Tour 2014. Si è giocato al Royal Selangor Golf Club di Kuala Lumpur in Malaysia, dal 14 al 20 aprile 2014.

## Partecipanti

### Teste di serie
| Nazionalità | Giocatrice               | Ranking* | Testa di serie |
| ----------- | ------------------------ | -------- | -------------- |
| Slovacchia  | Dominika Cibulková       | 10       | 1              |
| Cina        | Zhang Shuai              | 46       | 2              |
| Rep. Ceca   | Karolína Plíšková        | 67       | 3              |
| Austria     | Patricia Mayr-Achleitner | 81       | 4              |
| Giappone    | Kimiko Date-Krumm        | 83       | 5              |
| Kazakistan  | Zarina Dijas             | 93       | 6              |
| Croazia     | Donna Vekić              | 95       | 7              |
| Giappone    | Ayumi Morita             | 112      | 8              |

- Ranking al 7 aprile 2014.

### Altre partecipanti
Le seguenti giocatrici hanno ricevuto una wild-card per il tabellone principale:
- Eléni Daniilídou
- Jarmila Gajdošová
- Zhang Ling

Le seguenti giocatrici sono entrati nel tabellone principale passando dalle qualificazioni:

- Duan Yingying
- Giulia Gatto-Monticone
- Eri Hozumi
- Ljudmyla Kičenok
- Pemra Özgen
- Ana Vrljić

## Campionesse

### Singolare
Donna Vekić ha sconfitto in finale  Dominika Cibulková per 5-7, 7-5, 7–6(4).
- È il primo titolo in carriera per la Vekić.

### Doppio
Tímea Babos /  Chan Hao-ching hanno sconfitto in finale  Chan Yung-jan /  Zheng Saisai per 6-3, 6-4.